# 名誉毀損罪
名誉毀損罪（）は、日本の刑法230条に規定される犯罪。人の名誉を毀損する行為を内容とする。なお、刑法上の名誉毀損罪を構成する場合に民法上の名誉毀損として不法行為になることも多い。民法上の名誉毀損については「名誉毀損」を参照。

## 概要
公然とある人に関する事実を摘示し、その人の名誉を毀損した場合に成立する（刑法230条1項）。法定刑は3年以下の拘禁刑または50万円以下の罰金である。
名誉毀損罪は、摘示された内容が真であっても偽であっても成立する可能性がある。
毀損された名誉が死者のものである場合には、その摘示内容が客観的に虚偽のものでなければ処罰されない（刑法230条2項）。ただし、相手の死亡が名誉毀損をした後の場合には、通常の名誉毀損罪として扱われ、当該事実が虚偽でなかったことでは免責されない（刑法230条の2の適用が問題となる）。

## 名誉毀損罪（1項）

### 保護法益
本罪の保護法益たる「名誉」について、通説はこれを外部的名誉、すなわち社会に存在するその人の評価としての名誉（人が他人間において不利益な批判を受けない事実。人の社会上の地位または価値。）であるとする。
これに対して、同罪の名誉とは、名誉感情（自尊感情）であるとする説がある。この説によれば、法人、あるいは法人でない社団もしくは財団に対する名誉毀損罪は、論理的には成立し難いこととなる。
背徳または破廉恥な行為のある人、徳義または法律に違反した行為をなした者であっても、当然に名誉毀損罪の被害者となりうる（大判昭和8年9月6日刑集12巻1590頁）。

### 客体
本罪の客体は「人の名誉」である。この場合の人とは、「自然人」「法人」「法人格の無い団体」などが含まれる（大判大正15年3月24日刑集5巻117頁）。ただし、「アメリカ人」や「東京人」など、特定しきれない漠然とした集団については含まれない（大判大正15年3月24日刑集5巻117頁）。

### 行為
本罪の行為は人の名誉を公然と事実を摘示して毀損することである。
通説では、本罪は抽象的危険犯とされる。つまり、外部的名誉が現実に侵害されるまでは必要とされず、その危険が生じるだけで成立する。
事実の有無、真偽を問わない。ただし、公共の利害に関する事実を、専ら公益目的で摘示した結果、名誉を毀損するに至った場合には、その事実が真実であると証明できた場合は処罰されない（230条の2第1項、#真実性の証明による免責参照）。

#### 公然
「公然」とは、不特定または多数の者が認識し得る状態をいう。「認識しうる状態」で足り、実際に認識したことを要しない（大判明治45年6月27日刑録18輯927頁）。また、特定かつ少数に対する摘示であっても、それらの者がしゃべって伝播していく可能性が予見でき、伝播される事を期待して該当行為を行えば名誉毀損罪は成立する（伝播性の理論）。

#### 毀損
「毀損」とは、事実を摘示して人の社会的評価が害される危険を生じさせることである。大審院によれば、現実に人の社会的評価が害されたことを要しない（大判昭和13年2月28日刑集17巻141頁）とされる（抽象的危険犯）。
名誉毀損罪は、人の名誉を毀損すべきことを認識しながら、公然事実を摘示することによって成立し、名誉を毀損しようという目的意思に出る必要はない（大判大正6年7月3日刑録23輯782頁）。

#### 事実の摘示
摘示される事実は、人の社会的評価を害するに足りる事実であることが要求されており、事実を摘示するための手段には特に制限がなく、その事実の内容の真偽を問わない（信用毀損罪の場合は虚偽の事実でなければならない）。つまり、たとえ真実の公表であっても、発言内容が真実であるというだけでは直ちには免責されず、後述する真実性の証明による免責の問題となる。また、公知の事実であるか非公知の事実であるかを問わない。「公然と事実を摘示」すれば成立する罪だからである（大判大正5年12月13日刑録22輯1822頁）。公知、非公知の差は情状の考慮事由となる。事実を摘示せずに、人に対する侮辱的価値判断を表示した場合は、侮辱罪の問題となる。
被害者の人物の批評のようなものであっても、刑法230条にいう事実の摘示であることを妨げない。また、うわさであっても、人の名誉を害すべき事実である以上、公然とこれを摘示した場合には名誉毀損罪が成立する（最決昭和43年1月18日刑集22巻1号7頁）。
被害者の氏名を明確に挙示しなかったとしても、その他の事情を総合して何人であるかを察知しうるものである限り、名誉毀損罪として処断するのを妨げない（最判昭和28年12月15日刑集7巻12号2436頁）。

### 真実性の証明による免責
刑法230条の2は、名誉毀損行為が公共の利害に関する事実に係るもので、専ら公益を図る目的であった場合に、真実性の証明による免責を認めている。これは、日本国憲法第21条の保障する表現の自由と人の名誉権の保護との調整を図るために設けられた規定である。
公訴が提起されるに至っていない人の犯罪行為に関する事実は、公共の利害に関する事実とみなされる（230条の2第2項）。
公務員または公選の公務員の候補者に関する事実に関しては、公益を図る目的に出たものである、ということまでが擬制され、真実性の証明があれば罰せられない（230条の2第3項）。これは、原則として構成要件該当性・違法性・有責性のすべてについて検察官に証明責任を負わせる刑事訴訟法において、証明責任を被告人側に負わせている数少ない例外のひとつである（証明責任の転換。同様の例として刑法207条がある）。ただし、対象が公務員等であっても、公務員等としての資格に関しない事項については230条の2第3項の適用はない（昭和28年12月15日最高裁判所第三小法廷刑集　第7巻12号2436頁）。
真実性の証明の法的性質については、処罰阻却事由説と違法性阻却事由説との対立がある。処罰阻却事由説は、名誉毀損行為が行われれば犯罪が成立することを前提に、ただ、事実の公共性、目的の公益性、真実性の証明の三要件を満たした場合には、処罰がなされないだけであると解している。
これに対し違法性阻却事由説は、表現の自由の保障の観点からも、230条の2の要件を満たす場合には、行為自体が違法性を欠くと解しているが、そもそも違法性の有無が訴訟法上の証明の巧拙によって左右されることは妥当でないという批判がある。
両説の対立は、真実性の証明に失敗した場合に鮮明になる。すなわち、処罰阻却事由説からは、真実性の証明に失敗した以上いかなる場合でも処罰要件が満たされると考えられるが、違法性阻却事由説からは、真実性の錯誤が相当な理由に基く場合、犯罪が成立しない余地があると考えられる。もっとも、処罰阻却事由説も刑法230条の2ではなく刑法35条による違法性阻却の可能性を認める場合もあり、その考え方は学説により多岐に分かれる。
判例は当初、被告人の摘示した事実につき真実であることの証明がない以上、被告人において真実であると誤信していたとしても故意を阻却しないとしていたが、後に大法廷判決で判例を変更し、真実性を証明できなかった場合でも、この趣旨から、確実な資料・根拠に基づいて事実を真実と誤信した場合には故意を欠くため処罰されないとした（夕刊和歌山時事事件の最大判昭和44年6月25日刑集23巻7号975頁）。すなわち、現在の判例は違法性阻却事由説であると解される。

### 罪数
一個の行為で人を非難する際、侮辱の言葉を交えて名誉を毀損した場合、侮辱の言葉は名誉毀損の態様をなすに過ぎず、名誉毀損罪の単純一罪である。

## 死者に対する名誉毀損罪（2項）
死者に対する名誉毀損は、その事実が（客観的に）虚偽のものである場合にのみ成立する（刑法230条2項）。
死者に対する名誉毀損罪の保護法益については、議論があり、4説挙げられている。（1）死者に対する社会的評価（追憶）という公共的法益。（2）遺族個人の名誉。（3）遺族が死者に対して抱いている尊敬の感情。（4）死者自身の名誉。通説は（4）である。

## 親告罪
名誉毀損罪は親告罪であり、告訴がなければ、公訴を提起することができない（232条1項）。

## 代表例
- スマイリーキクチ中傷被害事件 - ネット上に虚偽の情報から長期的な誹謗中傷が書き込まれた事件について
- 『石に泳ぐ魚』 - 「『新潮』に掲載された作品は、出版、出版物への掲載、放送、上演、戯曲、映画化等の一切の方法による公表をしてはならない。謝罪広告の掲載、改訂版の出版差し止め請求ほかの請求は棄却」[3]
- 『事故のてんまつ』 - 死者の名誉棄損について。謝罪し絶版となった。
- 『落日燃ゆ』 - 死者の名誉毀損について。遺族が耐え難い精神的苦痛を被ったとした裁判が行われ、遺族の名誉毀損は認められるものの、虚偽妄想であるという確たる証拠が見られなかったため棄却。
- 丸正事件  - 殺人事件の被告人弁護士が、殺人被害者の親族が事件の真犯人とする上告趣意補充書を記者会見で公開した行為等について、名誉毀損罪の違法性阻却事由に当たらないとされ有罪となった。

## 関連する犯罪・規則
侮辱罪（231条）
通説によれば侮辱罪は、事実を摘示しないで名誉を毀損した場合に成立するとされる。
信用毀損罪（233条）
虚偽の風説を流布し、または偽計を用いて、人の財産的信用を毀損した場合に成立する。名誉毀損罪同様、抽象的危険犯である。
著作権法
- 第60条 著作者が存しなくなった後における人格的利益の保護
- 第115条 名誉回復等の措置
- 第116条 著作者又は実演家の死後における人格的利益の保護のための措置

放送法4条第1項
公安及び善良な風俗を害しないこと。訂正放送。
民法第723条
名誉毀損における原状回復。